# رشیدی کاواوا
رشیدی کاواوا (انگلیسی: Rashidi Kawawa; زاده ۲۷ مهٔ ۱۹۲۶ – درگذشته ۳۱ دسامبر ۲۰۰۹) سیاستمدار اهل تانزانیا بود. او از ۲ مارس ۱۹۷۲ تا ۱۳ فوریه ۱۹۷۷ اولین نخست‌وزیر این کشور بود.
رشیدی کاواوا در ۳۱ دسامبر ۲۰۰۹، در سن ۸۳ سالگی در بیمارستانی در دارالسلام درگذشت.